# Aigüestortes i Estany de Sant Maurici Nationalpark
Aigüestortes i Estany de Sant Maurici Nationalpark (catalansk: Parc Nacional d'Aigüestortes i Estany de Sant Maurici), er en af Spaniens fjorten nationalparker, og den eneste i Catalonien.
Nationalparken ligger i en højde mellem 1.600 og godt 3.000 meters højde i en vild bjergregion i Pyrenæerne, med toppe op til 3.017 m (Besiberri Sud) og næsten 200 søer, mange med vand fra gletsjere Parken har et areal på 141 km² og en bufferzone på 267 km² omkring parken. Parkens navn på Catalansk er Aigüestortes i Estany de Sant Maurici, frit oversat "Meanderstrømmene (i Riu de Sant Nicolau) og Sankt Mauricesøen".
Nationalparken består af to dale (Sant Nicolau and L'Escrita) mellem floderne Noguera Pallaresa og Noguera Ribagorzana. Comaloforno er det højeste bjerg, med toppen 3.033 moh.
I parken lever bl.a. pyrenæisk gemse, murmeldyr, lækat, rådyr, og blandt fuglene er der (sortspætte, lille korsnæb, lammegrib og kongeørn.
Nationalparken, der har administration i byerne Espot og Boí, blev oprettet i 1955 og var den anden i Pyrenæerne, efter Ordesa y Monte Perdido Nationalpark, der blev oprettet i 1918.

## Gallery
- Bjerget Els Encantats og søen Sant Maurici,
- Beciberri
- Pond de Ratera

## Eksterne kilder og henvisninger
1. ↑  "Aigüestortes i Estany de Sant Maurici: El medio natural". magrama.gob.es (spansk). Ministry of Agriculture, Food and Environment. 2015. Arkiveret fra originalen 21. juli 2015. Hentet 4. november 2015.

- Wikimedia Commons har flere filer relateret til Aigüestortes i Estany de Sant Maurici Nationalpark
- Aigüestortes i Estany de Sant Maurici på Parcs de Catalunya
- Catalonia Parks and Natural Highlights Arkiveret 5. maj 2016 hos  Wayback Machine på rural-pyrenees-guide.com